# لنفوسیت تی خاطره

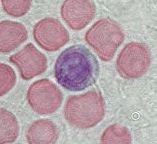
یک لنفوسیت در مرکز شکل دیده می‌شود.

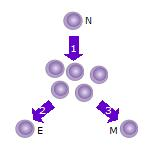
1. After the naive T cell (N) encounters an antigen it becomes activated and begins to proliferate (divide) into many clones or daughter cells. 2. Some of the T cell clones will differentiate into effector T cells (E) that will perform the function of that cell (e.g. produce cytokines in the case of helper T cells or invoke cell killing in the case of cytotoxic T cells). 3. Some of the cells will form memory T cells (M) that will survive in an inactive state in the host for a long period of time until they re-encounter the same antigen and reactivate.

لنفوسیت تی خاطره (انگلیسی: Memory T cell) یکی از انواع لنفوسیت تی و نوعی گلبول سفید است که در دستگاه ایمنی بدن نقش دارد. این لنفوسیت نقش مهمی را در کنترل و هدایت دستگاه ایمنی به ویژه در ایمنی سلولی و واکسیناسیون ایفا می‌کند. لنفوسیت تی خاطره طول عمر بیشتری دارند. سلول‌های T خاطره پس از مواجهه با آنتی ژن در طول یک عفونت قبل، برخورد با سرطان یا واکسیناسیون قبلی به لنفوسیت‌های «باتجربه» تبدیل شده‌اند. در برخورد دوم با مهاجم، سلول‌های T خاطره می‌توانند پاسخ سریع تر و قوی تر ایمنی را نسبت به اولین مواجهه سیستم ایمنی بدن با مهاجم تولید کنند. این رفتار در روش تکثیر لنفوسیت T بکار می‌رود، که می‌تواند قرار گرفتن در معرض آنتی ژن خاص نشان استفاده شده است.

## انواع
سلول‌های تی خاطره در دو نوع خاطره مرکزی TCM و خاطره مؤثر TEM (کارگزار) وجود دارند. نوع خاطره مرکزی دارای گیرنده‌های CCR7 و CD62L است، در حالی که نوع کارگزار فاقد این گیرنده‌ها می‌باشد. ضمناً عمر نوع مرکزی از نوع کارگزار بیشتر است.